# Demange-Baudignécourt
Demange-Baudignécourt é uma comuna francesa na região administrativa do Grande Leste, no departamento de Meuse. Estende-se por uma área de 31.14 km², e possui 538 habitantes, segundo o censo de 2018, com uma densidade de 17 hab/km².
Foi criada, em 1 de janeiro de 2019, a partir da fusão das antigas comunas de Demange-aux-Eaux e Baudignécourt.